# Romança
La romança és un fragment musical de caràcter sentimental escrit per a una sola veu o un instrument que es distingeix pel seu estil melòdic i expressiu.
Va ser un gènere conreat a l'Edat Mitjana i després als segles XVI, xvii i XVIII. Les peces antigues que es conserven corresponen a aquest darrer període. Va tenir força popularitat en temps del Directori i durant la meitat del segle xix a França i sobretot a Itàlia. Entre els més coneguts músics que van escriure romances figuren Garat, Boieldieu, Romagnesi, Mompou, Clapisson, etc. Existeixen també romances de saló i d'òpera així com de sarsuela.
La romança espanyola era interpretada per músics professionals, principalment per veu i viola de mà, que el seu objectiu era divertir a la noblesa amb temes històrics i llegendaris. En època barroca es va identificar amb el vilancet, i en el Classicisme, amb petites cantates per a veu i orquestra. En el gènere de la sarsuela, la romança és una cançó o ària de tema líric i fonamentalment amorós.